# Ibb
Ibb (in arabo إب‎?), anche nota come Abb è la capitale dell'omonimo governatorato nello Yemen. La città si trova sul crinale di una montagna a circa 2.000 metri di altezza, circondata una fertile vallata. Si trova a 117 km da al-Mukhā. La città godette di larga autonomia fino al 1944, quando l'emirato che la governava fu abolito.